# Жълтогръб дукер
Жълтогърбият дукер (Cephalophus silvicultor) е вид бозайник от семейство Кухороги (Bovidae).

## Разпространение
Видът е разпространен в Ангола, Бенин, Буркина Фасо, Бурунди, Габон, Гана, Гвинея, Гвинея-Бисау, Екваториална Гвинея, Замбия, Камерун, Кения, Демократична република Конго, Република Конго, Кот д'Ивоар, Либерия, Нигерия, Руанда, Сенегал, Сиера Леоне, Того, Уганда и Централноафриканска република.
Регионално е изчезнал в Гамбия.